# Eleocharis macounii
Eleocharis macounii là loài thực vật có hoa trong họ Cói. Loài này được Fernald mô tả khoa học đầu tiên năm 1899.